# King of Fools
King of Fools är det tyska power metal-bandet Edguys första EP, utgiven i februari 2004 på Nuclear Blast Records (bandets första musiksläpp på detta bolag) och i Japan på Avalon.
Titelspåret fanns även med på bandets nästföljande studioalbum, Hellfire Club, som gavs ut månaden efter.  En musikvideo spelades in till låten.
EP:n gästades bland annat av Oliver Hartmann, (ex-Avantasia), ex-At Vance) och Amanda Somerville (ex-Avantasia).
King of Fools nådde plats 39 på den tyska topplistan och plats 16 på den svenska.

## Låtlista
1. "King of Fools" – 3:35
2. "New Age Messiah" – 6:01
3. "The Savage Union" – 4:15
4. "Holy Water" – 4:18
5. "Life and Times of a Bonus Track" – 3:23

## Medverkande
Musiker
- Tobias Sammet – sång, keyboard
- Jens Ludwig – gitarr
- Dirk Sauer – gitarr
- Tobias Exxel – basgitarr
- Felix Bohnke – trummor

Bidragande musiker
- Deutsches Filmorchester Babelsberg – orkester
- Ralf Zdiarstek – bakgrundssång
- Thomas Rettke – bakgrundssång
- Amanda Somerville – bakgrundssång
- Oliver Hartmann – bakgrundssång
- Daniel Schmitt – bakgrundssång

Produktion
- Edguy – exekutiv producent
- Norman Meiritz – inspelningstekniker
- Sascha Paeth – inspelninstekniker
- Michael Schubert – inspelningstekniker orkester
- Mikko Karmila – inspelningstekniker, mixning
- Mika Jussila – mastering
- Thomas Ewerhard – omslagskonst, layout
- Alex Kuehr – foto